# Barbara Kojer
Barbara Antonina z Kuleszów Kojer (ur. 21 kwietnia 1927 w Wilnie, zm. 14 lipca 1998 w Warszawie) – uczestniczka powstania warszawskiego, działaczka opozycji antykomunistycznej w okresie PRL.

## Życiorys
Była córką Władysława Antoniego (1900–1978), majora piechoty Wojska Polskiego, i Janiny ze Świderskich (1902–1991). Podczas II wojny światowej jako nastolatka wstąpiła w szeregi Armii Krajowej. W czasie konspiracji przeszła szkolenie sanitarne w Szpitalu Przemienienia Pańskiego w Warszawie. Walczyła w powstaniu warszawskim na Mokotowie, będąc łączniczką Zgrupowania Pułku „Baszta”. Po upadku powstania była więziona w obozach jenieckich XI-A Altengrabow oraz Gross-Libars.
Od 1973 roku przebywała na emeryturze. We wrześniu 1980 roku wstąpiła do NSZZ „Solidarność”, gdzie była członkiem Koła Kombatantów przy Delegaturze „S” Małopolska w Zakopanem. Po ogłoszeniu stanu wojennego współpracowała z Arcybiskupim Komitetem Pomocy Więzionym i Internowanym Archidiecezji Krakowskiej, organizując na Podhalu wypoczynek dla działaczy podziemia, osób represjonowanych oraz ich rodzin. Od 1982 roku współpracowała z zakopiańską Tajną Komisją Miejską „Solidarności”. Zajmowała się dystrybucją wydawnictw podziemnych, była uczestniczką demonstracji i głodówek protestacyjnych. Z uwagi na swą działalność była rozpracowywana przez Wojewódzki Urząd Spraw Wewnętrznych w Nowym Sączu (kryptonim operacyjny „Filatelistka”). W październiku 1985 roku jej mieszkanie zostało przeszukane, ona zaś sama poddana wielogodzinnemu przesłuchaniu.
Od 1986 roku była członkinią Krajowej Komisji Interwencji i Praworządności „Solidarności”. W 1988 roku uczestniczyła w Międzynarodowej Konferencji Praw Człowieka w Krakowie-Mistrzejowicach. W 1989 roku należała do tymczasowych struktur związku: Tymczasowego Międzyzakładowego Komitetu na terenie Zakopanego i Gminy Tatrzańskiej oraz Tymczasowej Komisji Miejskiej w Zakopanem. Reprezentowała Krajową Komisję Interwencji i Praworządności na Zjeździe Związkowców Litwy w maju 1989 roku. Zaangażowała się również w kampanię wyborczą Komitetu Obywatelskiego „Solidarność” na Podhalu.

## Odznaczenia
W 1944 roku otrzymała Brązowy Krzyż Zasługi z Mieczami, natomiast w latach 60. XX wieku została odznaczona Krzyżem Armii Krajowej przez Rząd Rzeczypospolitej Polskiej na uchodźstwie.
W 1982 roku odmówiła przyjęcia Warszawskiego Krzyża Powstańczego z rąk gen. Wojciecha Jaruzelskiego. Natomiast w 2017 roku jej córka, Kinga Kamińska odmówiła przyjęcia Krzyża Wolności i Solidarności, przyznanego jej matce pośmiertnie przez Prezydenta RP Andrzeja Dudę.